# Flag House & Star-Spangled Banner Museum
Le Flag House & Star-Spangled Banner Museum est un musée se trouvant dans Little Italy à Baltimore.
C'est une maison construite en 1793, où emménage en 1806 Mary Young Pickersgill et où elle a cousu le « Star-Spangled Banner », le drapeau de garnison qui flottait sur le Fort McHenry durant l'été 1813 pendant la bataille de Baltimore au moment de la guerre de 1812. Le musée contient des meubles et des antiquités de cette période aussi bien que des objets de la famille Pickersgill. 
Un musée de 1 170 m2 a été construit à côté de la maison de Pickersgill. Il contient des objets liés à la guerre de 1812 et à la bataille de Baltimore. Il a un théâtre d'orientation, un salon de thé, une boutique de cadeaux, des galeries d'exposition et des salles de réunion. 
Le musée comporte des fenêtres de 30 x 42 pieds qui ont été créées pour être des mêmes couleurs, taille, et conception que le « Star-Spangled Banner » de Pickersgill.